# Fairchild FH-227
Dimensions
Le Fairchild FH-227 est un avion de ligne américain destiné au transport régional. Il s'agit d'une version rallongée du Fokker F.27 néerlandais.

## Développement
En 1965, après avoir produit pendant dix ans le Fokker F.27, les responsables de Fairchild eurent l'idée de développer une version légèrement rallongée, adaptée aux besoins américains en matière d'avions de transport régional. Le programme fut confié au bureau d'étude Hiller, branche du groupe Fairchild et qui s'était déjà fait connaitre avec ses hélicoptères comme l'UH-12 Raven et son avion expérimental X-18. L'avion prit donc la désignation de FH-227 (« FH » pour « Fairchild Hiller »).
Le prototype fut très rapidement assemblé, et son premier vol intervint dès janvier 1966. À cette époque, les besoins en avions de ce type étaient tels que le constructeur enregistra vite plusieurs commandes qui permirent de lancer la production en série. Cependant l'avion devait se heurter à la féroce concurrence de Convair et de son modèle 580 bien implanté aux États-Unis.
La production de l'avion dura jusqu'en décembre 1968. Les transformations de FH-227D et FH-227E se poursuivirent jusqu'en 1972. Finalement 81 exemplaires, toutes versions confondues, ont été assemblés et vendus dans le monde entier.

## Versions
- Fairchild FH-227, désignation du premier avion, configuré pour 52 passagers, construit à un seul exemplaire ;
- Fairchild FH-227B, désignation d'une version légèrement allongée du premier, configurée pour 56 passagers, construite à 56 exemplaires ;
- Fairchild FH-227C, désignation d'une version à l'avionique améliorée, configurée pour 56 passagers, construite à sept exemplaires ;
- Fairchild FH-227D, désignation d'une version remotorisée du FH-227B avec des Dart Mk.532-7L, construite à onze exemplaires ;
- Fairchild FH-227E, désignation d'une version remotorisée du FH-227C avec des Dart Mk.532-7L, construite à six exemplaires.

## Utilisateurs

### Utilisateurs civils
Les compagnies ayant exploité ou exploitant encore en novembre 2012 le FH-227 sont notamment les suivantes.

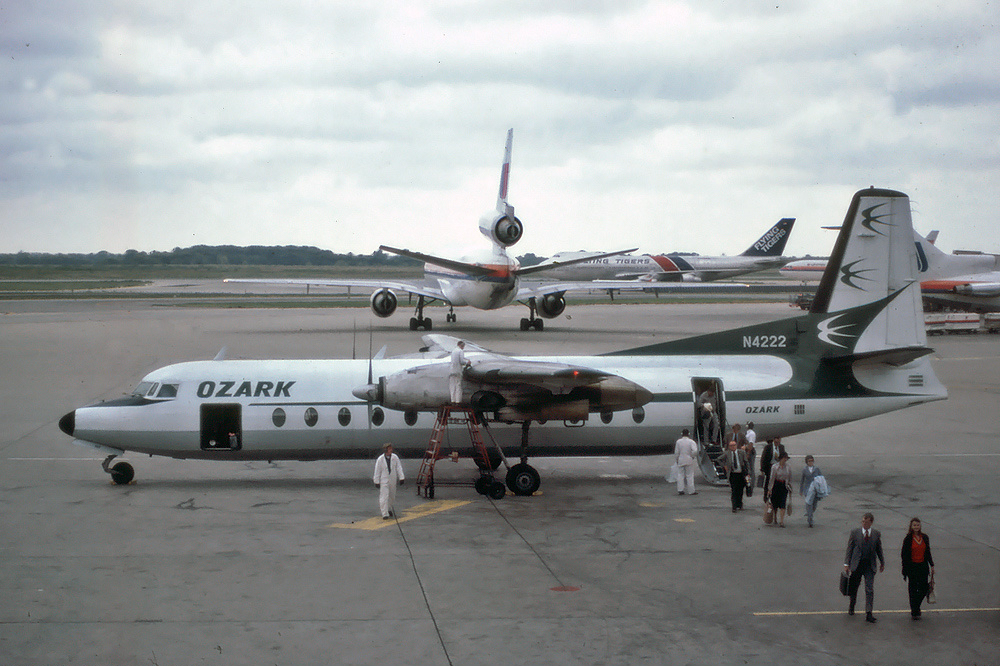
FH-227B de la compagnie américaine Ozark Air Lines.

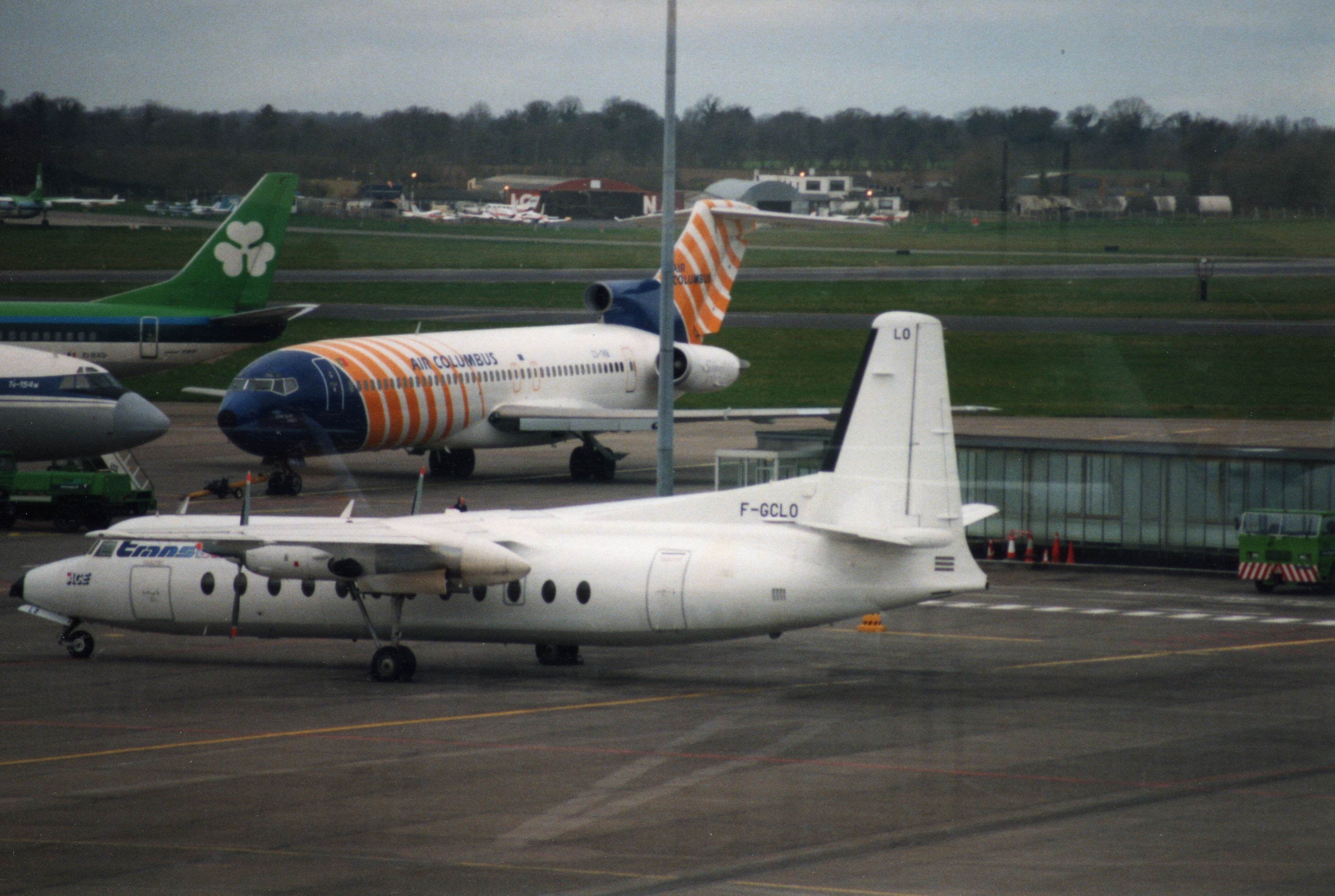
FH-227B français en 1993.

- Bahamas
  - Bahamasair.
- Belgique
  - Sabena.
  - Delta Air Transport.
- Brésil
  - PTA.
- Canada
  - Torontair.
  - Quebec Air
- États-Unis
  - Air New England.
  - Delta Air Lines.
  - Northeast Air Lines.
  - Ozark Air Lines.
- France
  - Touraine Air Transport.
- Pays-Bas
  - Stellar.
- Royaume-Uni
  - Skyways.

### Utilisateurs militaires et parapubliques
Le FH-227 a volé sous les couleurs des forces suivantes :
- Angola

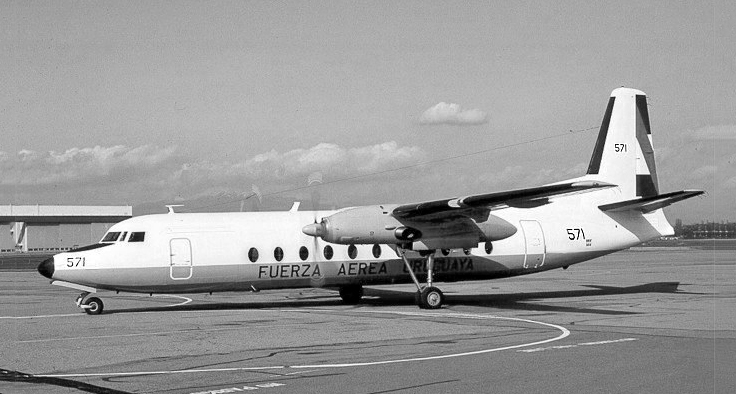
Une réplique du Fairchild FH-227D uruguayen qui s'est écrasé dans les Andes en octobre 1972. Trois autres coques ont été repeintes pour le tournage du film « Les survivants », se rapportant à la catastrophe. Une partie des plans du film a été tournée en Colombie Britannique (Canada), et bien que la photo semble dater de 1972, à cause de ses effets trompeurs, l'avion pris en photo est en fait sur l'Aéroport international de Vancouver, en 1993. On peut d'ailleurs apercevoir le Mount Seymour au loin en arrière-plan.

  - Force aérienne nationale angolaise, un exemplaire du FH-227B ;
- Birmanie
  - Force aérienne du Myanmar, quatre exemplaires du FH-227B et un du FH-227D ;
- États-Unis
  - US Navy, un exemplaire du FH-227B. Celui-ci a reçu la désignation de UC-27A ;
  - NASA, un exemplaire du FH-227D. Celui-ci a volé sous l'immatriculation N432NA ;
- Mexique
  - Marine mexicaine, un exemplaire du FH-227D ;
- Pérou
  - Force aérienne du Pérou, un exemplaire du FH-227B ;
- Uruguay
  - Force aérienne uruguayenne, trois exemplaires du FH-227D.

Il est noté que le Fairchild UC-27A fut utilisé entre 1982 et 1988 au profit de l´Atlantic Undersea Test and Evaluation Center (AUTEC), une unité d'essais basée dans 
l'archipel d'Andros. L'UC-27A y remplissait des missions de soutien logistique. Il ne doit pas être confondu avec les 
Fokker C-31A de l'US Army et de son équipe de présentation parachutiste, les Golden Knights. L'UC-27A a laissé la place à un Beechcraft C-12J.

## Accidents notables
À la fin de la sixième minute du film En vie : survivre au crash des Andes de Brad Osbourne, Gary Orlando, présenté comme un « historien des FH-227 », affirme que sur les 78  Fairchild FH-227 produits, 23 se seraient écrasés, occasionnant 393 décès, chiffres confirmés sur le site Web Safety Aviation Network, qui fait cependant état de 24 accidents avec dommages à l'aéronef au-delà de toute réparation économique, entraînant une perte totale et que ce type d'avion était notoirement sous-motorisé[réf. nécessaire].  
Exemples : 
- Vol Northeast 946 qui s'écrasa dans le New Hampshire le 25 octobre 1968. 32 des 42 personnes à bord périrent.
- Vol FAU-571 qui s'écrasa dans les Andes le 13 octobre 1972[9]. 29 des 45 personnes à bord trouvèrent la mort dans cet accident particulièrement médiatisé.
- Vol TAT 230 qui s'écrasa dans la forêt de Fontainebleau le 4 mars 1988[10]. Les 23 personnes à bord furent tuées.
- Vol 602 Uni-Air International : 10 avril 1989